# Harukichi Hyakutake
Harukichi Hyakutake (百武 晴吉 Hyakutake Harukichi,  25. maj 1888 – 10. marts 1947) var general i Kejserriget Japans hær under 2. verdenskrig. Han omtales nogle gange som Haruyoshi Hyakutake eller Seikichi Hyakutake. To af hans ældre brødre Saburo Hyakutake og Gengo Hyakutake var begge admiraler i Kejserriget Japans flåde.

## Biografi

### Tidlige karriere
Hyakutake blev født i Saga-præfekturet og fik eksamen som infanteriofficer i en 21. årgang fra det kejserlige japanske hærakademi i 1909. Kendte generaler såsom Kanji Ishihara og Jo Iimura samt den senere kinesiske leder Chiang Kai-shek var blandt hans studiekammerater. Han gik på den 33. årgang af hærens stabsskole i 1921, hvor han studerede kryptering og blev overført til den kejserlige japanske hærs generalstab efter at have taget sit eksamen.
Fra 1925 til 1927 gjorde han med rang af oberstløjtnant tjeneste som udstationeret japansk officer i Polen. I 1928 blev han overført til hovedkvarteret for Guandong-armeen i Kina. Som oberst arbejdede han på hærens signalskole i 1932 og derpå som sektionschef ved generalstaben indtil 1935. Efter at have haft kommandoen over det 78. infanteriregiment i et år overtog han posten som forstander for den militære forberedelsesskole i Hiroshima i april 1936 og blev forfremmet til generalmajor i marts 1937.
I august 1937 blev Hyakutake forstander for signalskolen. I marts 1939 overtog han kommandoen over den uafhængige blandede brigade og blev forfremmet til generalløjtnant i august samme år. Fra februar 1940 til april 1941 havde han kommandoen over 18. division.

### 2. verdenskrig
I maj 1942 blev Hyakutake overdraget kommandoen over 17. armé, som havde hovedkvarter i Rabaul i det sydvestlige Stillehav. Hans enhed var efterfølgende indblandet i felttoget på Ny Guinea, Guadalcanal og Salomonøerne. 
Efter at den 8. områdearmé under general Hitoshi Imamura havde overtaget operationerne i området, stod Hyakutake kun for operationerne på Salomonøerne, fortrinsvis på Bougainville. Han og hans styrker blev indesluttet på Bougainville, da de allierede etablerede en stærkt befæstet forsvarslinje ved Kap Torokina så Hyakutake blev afskåret fra forstærkninger og nye forsyninger. Hans angreb på forsvarslinjen slog fejl, og hans hær blev tvunget til at leve af øens ressourcer og gemme sig i huler for hovedparten af den resterende tid af 2. verdenskrig.
Hyakutake blev ramt af et alvorligt slagtilfælde og blev afløst på sin post i februar 1945 af general Masatane Kanda. Det var ikke muligt at evakuere ham til medicinsk behandling i Japan før i februar 1946 efter Japans kapitulation. Han døde den 10. marts 1947.

### Bøger
- Dupuy, Trevor N. (1992). The Harper Encyclopedia of Military Biography. New York: HarperCollins Publishers. ISBN 0-7858-0437-4.
- Frank, Richard (1990). Guadalcanal: The Definitive Account of the Landmark Battle. New York: Random House. ISBN 0-394-58875-4.
- Fuller, Richard (1992). Shokan:  Hirohito's Samurai. London: Arms and Armour Press. ISBN 1854091514.
- Gailey, Harry A. (1991). Bougainville, 1943-1945: The Forgotten Campaign. Lexington, Kentucky, USA: University Press of Kentucky. ISBN 0-8131-9047-9. [6]
- Hayashi, Saburo (1959). Kogun: The Japanese Army in the Pacific War. Marine Corps. Association. ASIN B000ID3YRK.
- Smith, Michael T. (2000). Bloody Ridge: The Battle That Saved Guadalcanal. New York: Pocket. ISBN 0-7434-6321-8.

## = Eksterne kilder/henvisninger
- Wikimedia Commons har flere filer relateret til Harukichi Hyakutake 
=
- Ammentorp, Steen. "Hyakutake Seikichi, Lieutenant-General (1888–1947)". The Generals of World War II.